# All-Poland Women's Strike
All-Poland Women's Strike en español: Huelga de mujeres de toda Polonia o Huelga de mujeres polacas ( en polaco: Ogólnopolski Strajk Kobiet , OSK ) es un movimiento social de defensa de derechos de las mujeres en Polonia, iniciado en septiembre de 2016.   Se creó como protesta contra el rechazo por parte del Sejm, -cámara baja del Parlamento polaco- del proyecto de ley "Salvar a las mujeres", que el Sejm estaba examinando en paralelo al proyecto "Detener el aborto". El movimiento fue responsable de la organización del llamado "Lunes Negro", convocado por las organizaciones feministas para protestar contra la ley en trámite que preveía prohibir el aborto, a pesar de que Polonia ya tenía una de las regulaciones más restrictivas de Europa. Miles de mujeres vestidas de negro se manifestaron delante del Parlamento polaco. La acción de protesta incluyó varias formas de huelga tuvo lugar simultáneamente en 147 ciudades, pueblos y aldeas de Polonia, siendo la concentración de Varsovia la más numerosa.  

## Estructura y personas clave
En octubre de 2017, Marta Lempart lideró la Huelga de Mujeres de toda Polonia.  Si bien el movimiento OSK fue un organizador clave de las protestas negras de septiembre de 2016, las protestas fueron descentralizadas.  La escritora Klementyna Suchanow fue una de las líderes de OSK que propuso la "caminata" del 26 de octubre de 2020 a la casa del líder de facto de Polonia, Jarosław Kaczyński, que acabó convirtiéndose en una protesta de 10.000 personas.   Suchanow señaló la continuidad de las protestas de manera descentralizada, con iniciativas de base y creatividad. 
En octubre de 2020, Suchanow señaló que la OSK no era un partido político, pero que algunas de sus miembros aspiraban a a llegar al Sejm y que Katarzyna Kotula del OSK Szczecin ya era diputada . 

### Consejo de Coordinación
El 1 de noviembre de 2020, en respuesta a las demandas generalizadas de las protestas de octubre de 2020 que se extendieron más allá de la ira por una sentencia relacionada con el aborto, OSK estableció el Consejo Consultivo inspirado en el Consejo de Coordinación de Bielorrusia que se había creado poco antes, en agosto de 2020, durante las protestas bielorrusas de 2020.

## Historia

### 2016-2017: Creación y primeras protestas

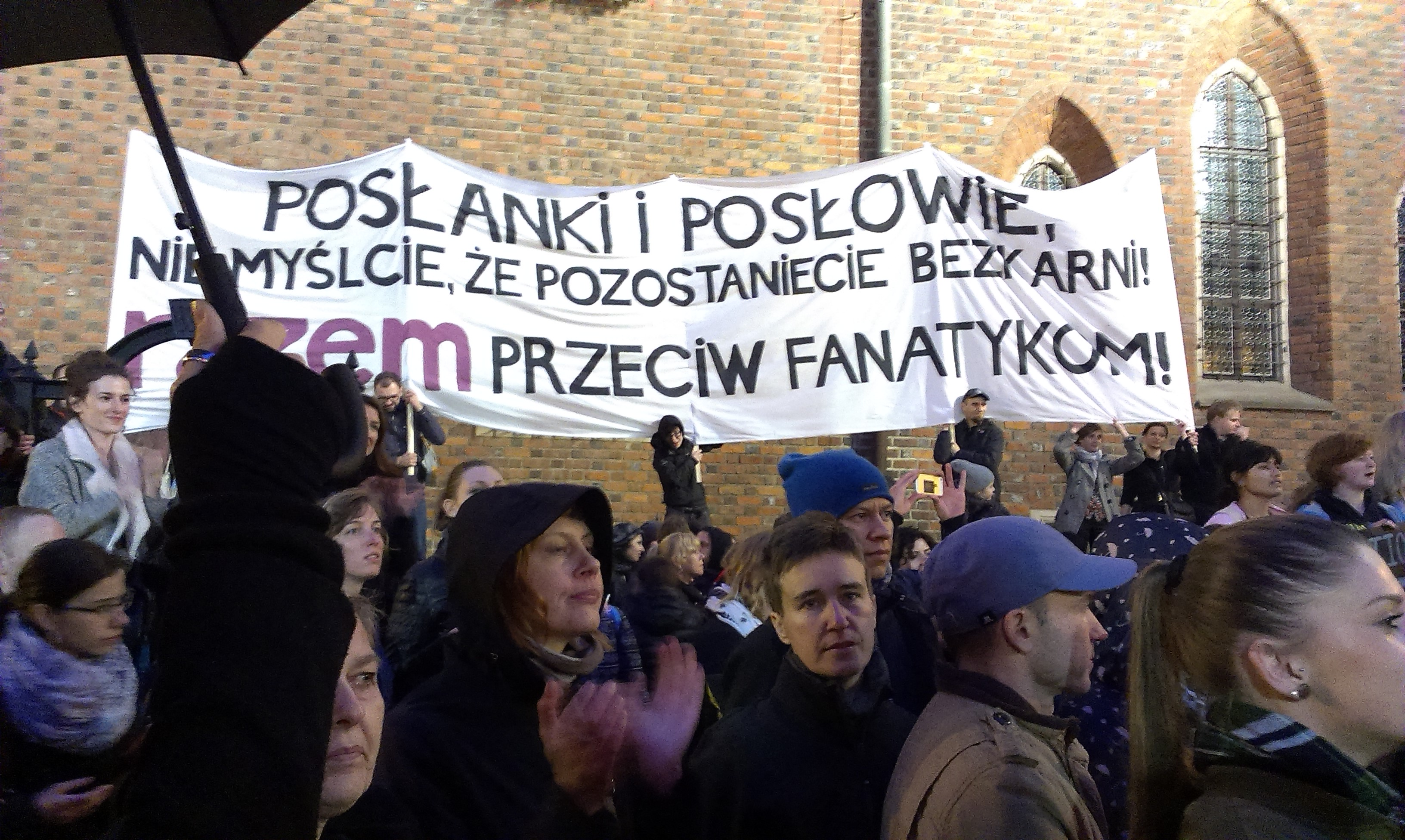
Protesta del Lunes Negro en Wrocław, 3 de octubre de 2016

La Huelga de Mujeres de toda Polonia fue una organización creada como uno de los grupos que organizaron las protestas que tuvieron lugar en septiembre y octubre de 2016, denominadas "protestas negras, contra la propuesta legislativa que tenía como objetivo endurecer la ley del aborto ya especialmente restrictiva.  Las protestas reunieron a 100.000 manifestantes que organizaron marchas en 143 pueblos, ciudades y aldeas de Polonia.  Pocos días después, el 19 de octubre, activistas de los derechos de las mujeres argentinas, entre otras de la organización Ni Una Menos, con la inspiración del ejemplo de Polonia salieron a la calle para protestar contra las violencias machistas, manifestaciones que fueron replicadas en una veintena de ciudades de América Latina y de España.
La OSK lanzó la iniciativa del Paro Internacional de Mujeres con mujeres de otros 28 países en 2017.  Suchanow señaló en una entrevista a Le Monde que la iniciativa proviene de Polonia: "En Polonia sabemos cómo hacer revoluciones" ("En Pologne, nous savons comment faire les révolutions").  Unos años más tarde, en 2020, Suchanow publicó un libro, Esto es guerra,  en el que describe los orígenes de la OSK y del Paro Internacional de Mujeres. La idea de convocar la huelga de mujeres en Polonia se inspira en la experiencia de las islandesas en 1975.

### 2017-presente: Represión y protestas continuas

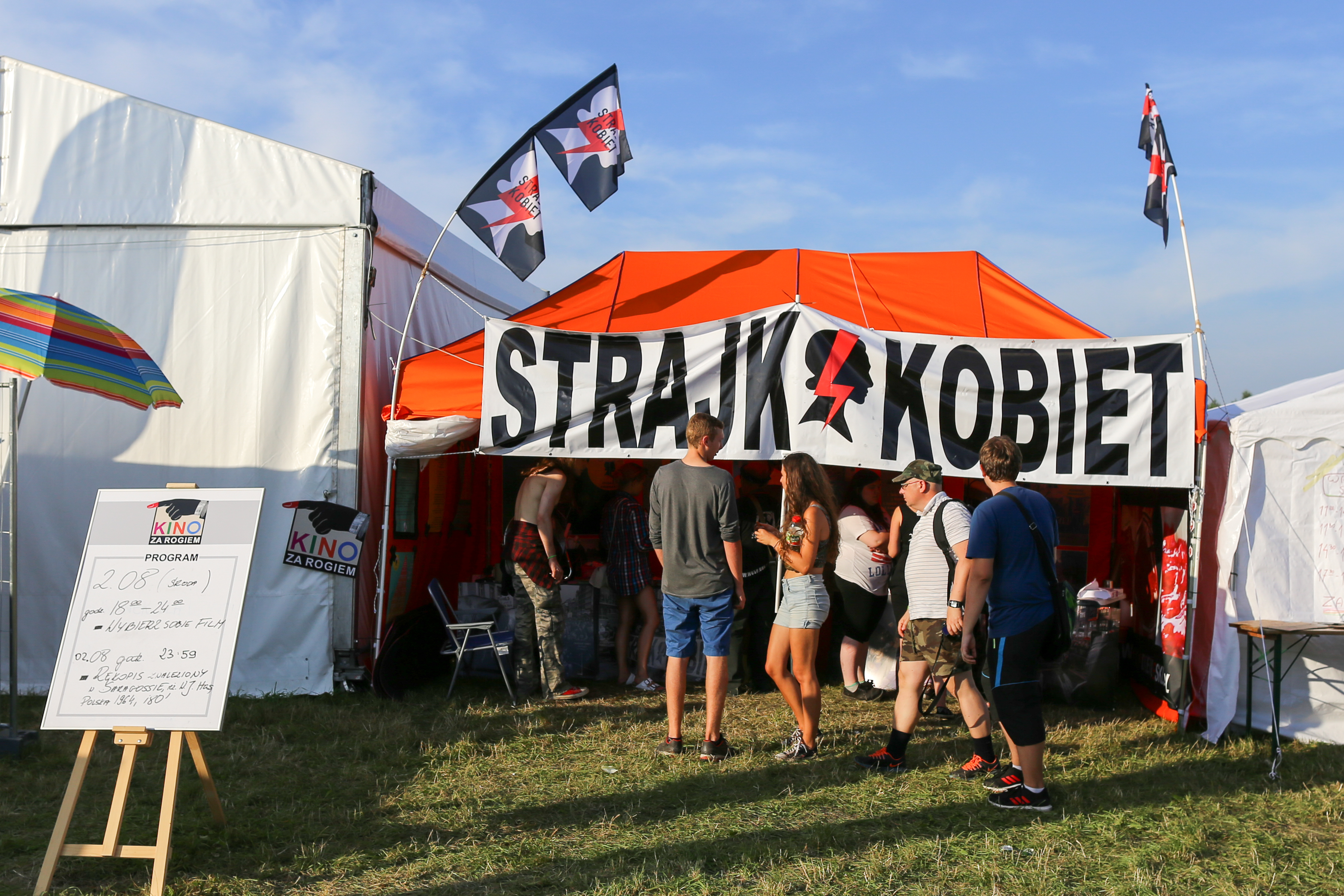
Un stand de Strajk Kobiet en el Festival de Woodstock de Polonia en 2017

El 4 de octubre de 2017, tras las protestas organizadas por OSK, la policía allanó las oficinas del Centro de Derechos de la Mujer y de Baba en Varsovia, Gdansk, Łódź y Zielona Góra . Las redadas fueron interpretadas como una acción de intimidación. Marta Lempart, directora de OSK, calificó las redadas como un "abuso de poder" que perturbó el trabajo de las mujeres al confiscar computadoras y documentos. La policía pasó nueve horas en la oficina de Baba retirando archivos. 
En julio de 2020, el gobierno polaco se planteó la retirada del Convenio de Estambul que tiene como objetivo prevenir la violencia contra la mujer y la violencia doméstica . Dos mil mujeres protestaron frente a la sede de la organización ultra-conservadora Ordo Iuris . Marta Lempart describió la actitud del gobierno hacia los derechos de las mujeres, afirmando: "Este gobierno se ha estado riendo en las caras de las víctimas de violencia de género durante años". 

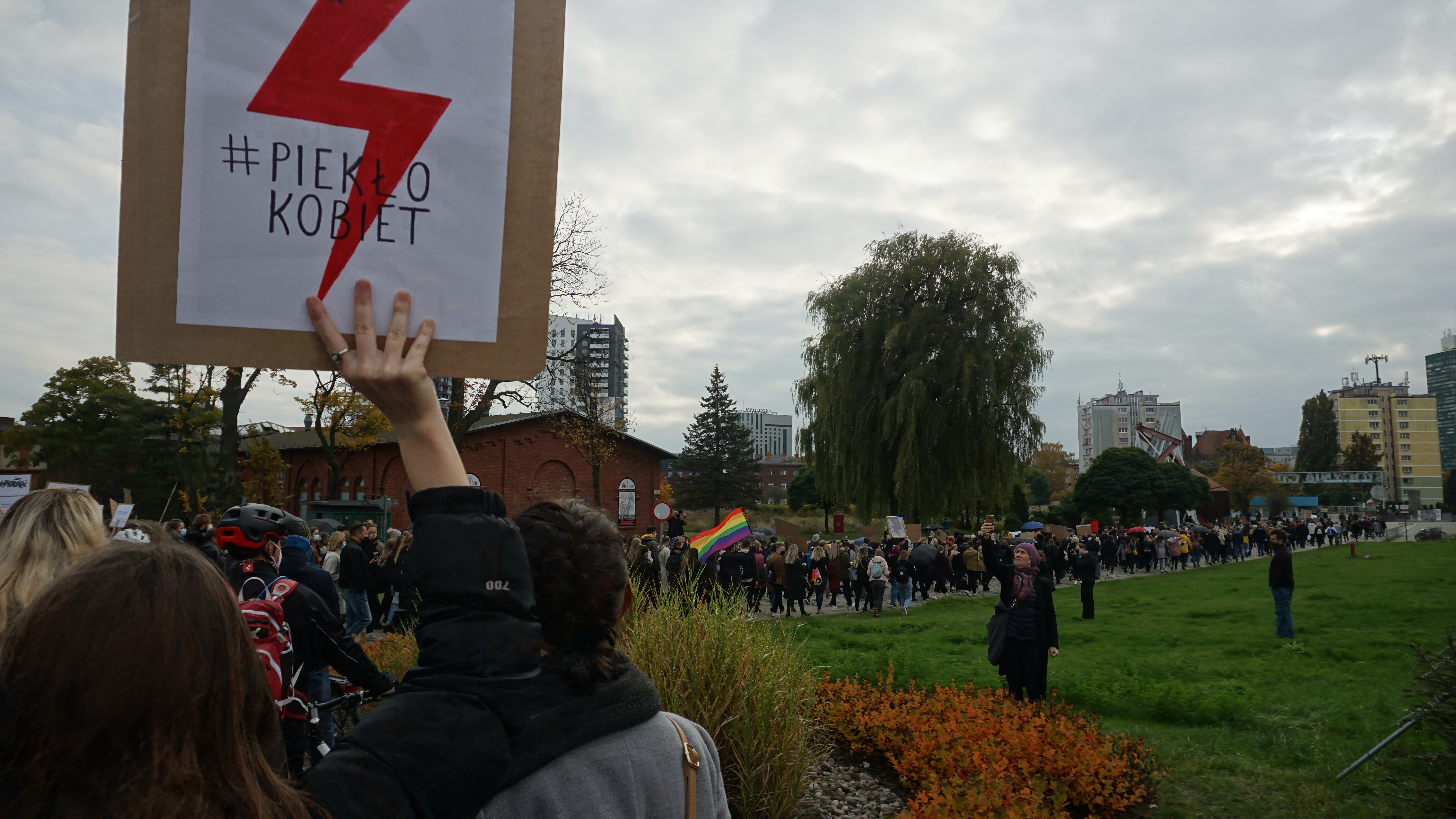
Manifestantes con el hashtag "iinfierno de mujeres" y el símbolo del rayo rojo de la OSK en una pancarta, protestando el 24 de octubre de 2020 en Gdansk

#### Protestas de octubre de 2020
La OSK fue una de las organizaciones coordinadoras de las protestas polacas de octubre de 2020 tras al fallo del Tribunal Constitucional del 22 de octubre de 2020 sobre los abortos legales en Polonia.  El 27 de octubre, en nombre de la OSK y a propuesta ciudadana, se declaró que los objetivos de las protestas incluían el retorno al Estado de derecho: 
- derechos plenos de las mujeres: aborto legal electivo, educación sexual y anticoncepción gratuita [8]
- Interpretación de la sentencia del Tribunal Constitucional, tal como la declaró la presidenta del tribunal, Julia Przyłębska, como un testimonio personal de Przyłębska en lugar de una sentencia judicial
- El establecimiento de un Tribunal Constitucional “real” (independiente)
- y de un Tribunal Supremo de Polonia neutral (independiente) que no esté controlado por el partido Ley y Justicia (PiS)
- el nombramiento de un Defensor del Pueblo polaco "real" (independiente, no alguien del partido gobernante), para reemplazar a Adam Bodnar, quien había llegado al final de su mandato.

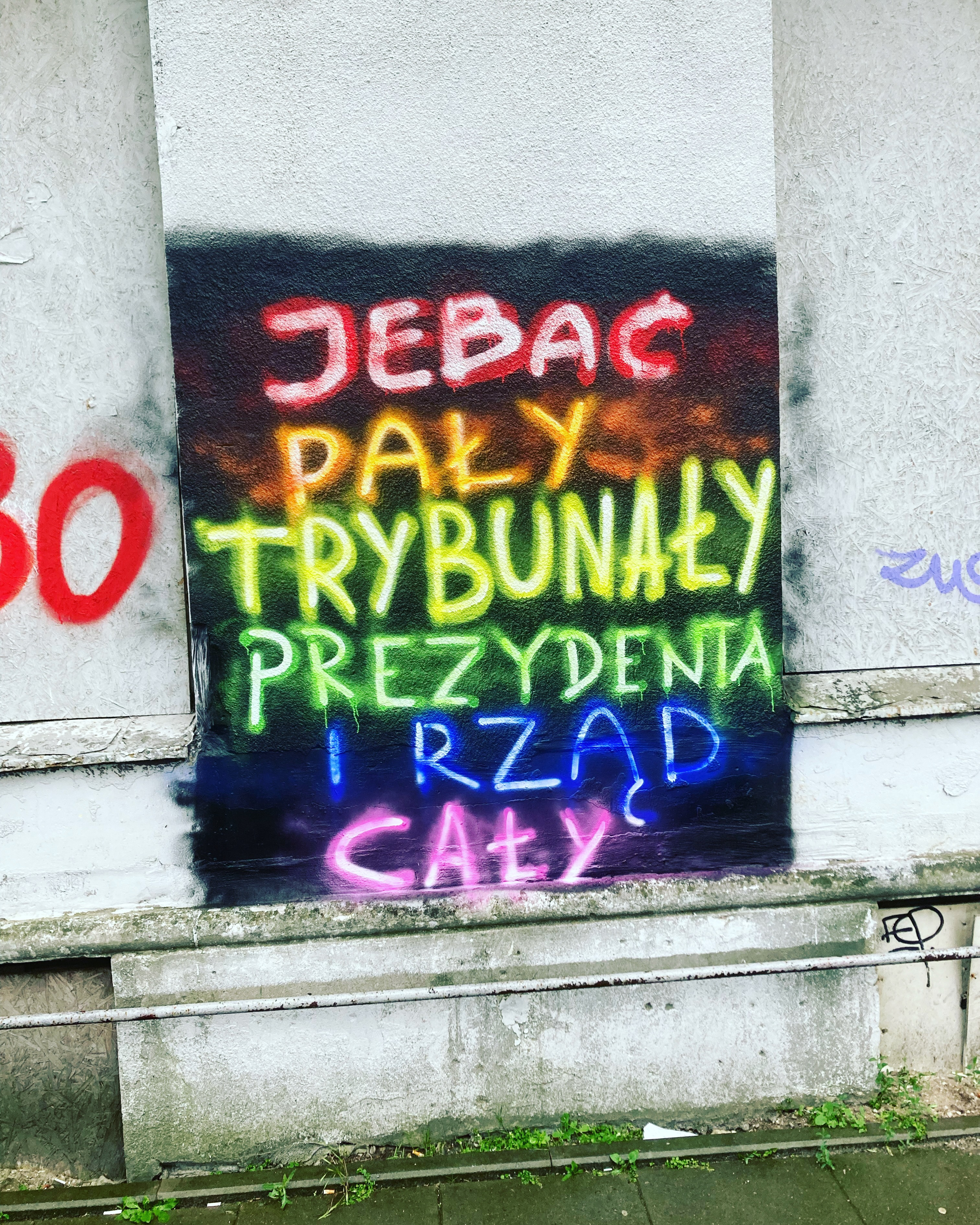
grafiti de arcoíris creado en octubre de 2020 en la calle Prosta de Varsovia, que dice "Jebać pały, trybunały, prezydenta i rząd cały" (Que se jodan los polis, los tribunales, el presidente y todo el gobierno), en alusión a la prohibición del aborto y a los sentimientos anti-queer generalizados.

El 28 de octubre de 2020, Suchanow declaró que la participación inicial de OSK en las protestas fue para defender los derechos de las mujeres, no para derrocar al gobierno. Afirmó que los objetivos de las protestas se habían ampliado a partir de comentarios, consignas y amplios debates con las personas que se habían sumado a las protestas. 
Suchanow, que había resultado herida por la policía durante las protestas de años anteriores, lo que le llevó a una operación de columna, interpretó un discurso de Jarosław Kaczyński como una negativa a revocar la sentencia del Tribunal Constitucional y un estímulo a la escalada de violencia. 
Marta Lempart, de la OSK,hizo un llamamiento a los católicos pidiendo que se sumaran a las protestas. Durante las mismas se realizaron pintadas en algunas iglesias católicas denunciando la posición de la iglesia en relación a los derechos de las mujeres.  Las manifestantes también bloquearon calles en varias ciudades.  

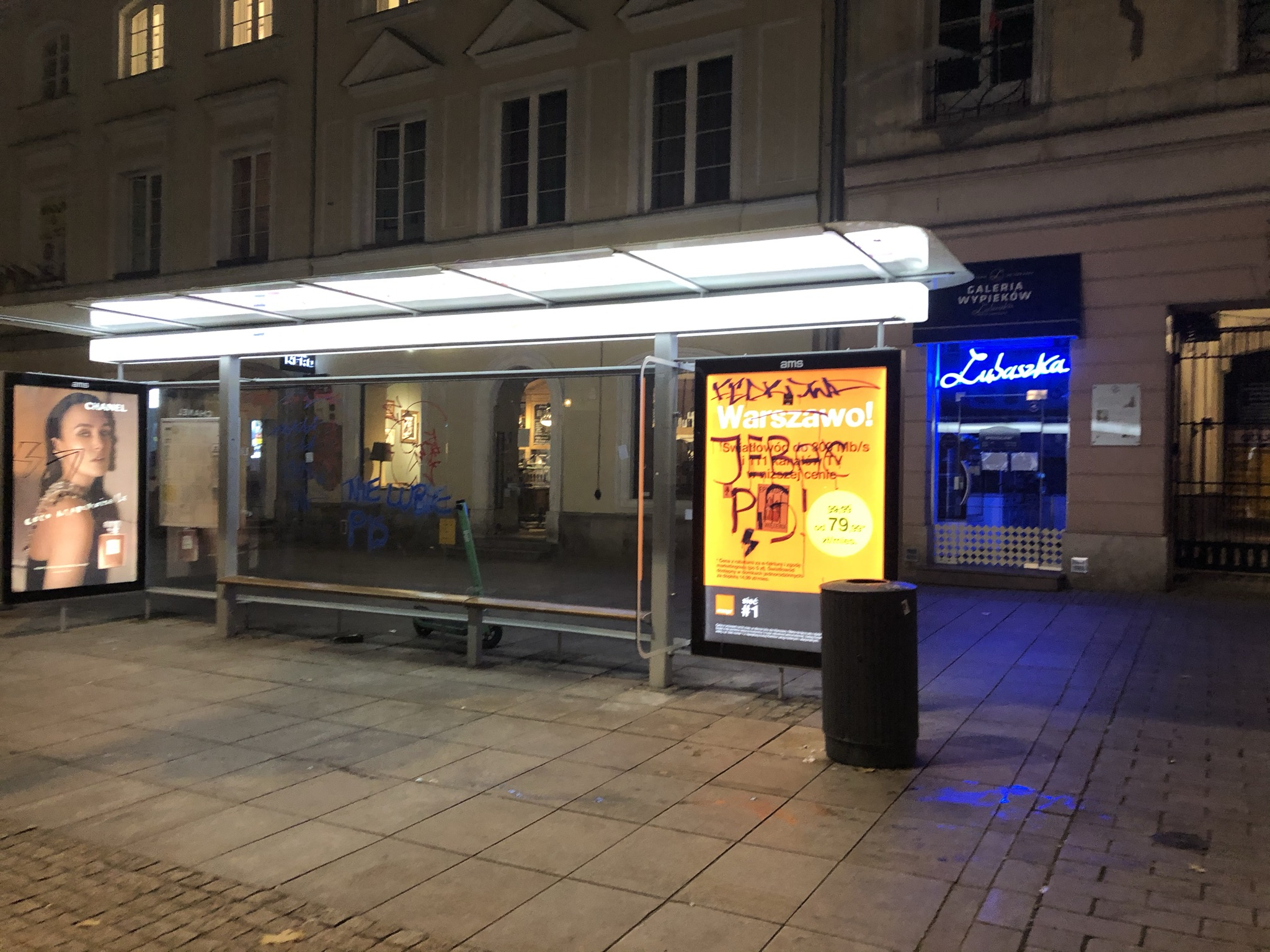
Grafiti en Varsovia durante las protestas de octubre de 2020 que dice "Jebać PiS" (Que se joda el PiS)